# 青山浩 (実業家)
青山 浩（あおやま ひろし、1973年7月5日 - ）は、日本の実業家。株式会社キャピタルギャラリー代表取締役。株式会社ウェブクルーおよび株式会社小肥羊ジャパンの元代表取締役。

## 経歴
大阪府大阪市住吉区帝塚山出身。大阪市立東粉浜小学校、灘中学校・高等学校を経て、東京大学法学部卒業。
官僚を志すも試験に落ち、1997年に富士銀行に入行。
1999年、友人とインターネットベンチャーを設立するため、富士銀行を退職。
2000年、株式会社M&Aコンサルティング (通称：村上ファンド)に入社。入社後ほどなく頭角をあらわし、顕著な実績をあげる。ファイナンスビジネスのノウハウを身につけ再び独立を志し、2002年に退職。独立後、ファンドビジネスをはじめ各種ビジネスを手がける。
2003年、中国へ渡り深圳地区に日本式歯科クリニックを開設｡ファンド運営と歯科事業の他､各種事業立ち上げを行う｡
2005年、ウェブクルー代表取締役就任。社長就任後8年間で年商30億、経常赤字2億円、従業員100名から年商200億、経常利益17億円、従業員1600名まで同社の業績を拡大させる｡
2006年7月、小肥羊ジャパンを設立。ウェブクルー社長就任前からコンタクトをとっていた中国の小肥羊からブランドの日本市場における独占展開契約権を取得し中国小肥羊とウェブクルーの合弁会社として設立。その後株式を引き受け株式の過半数を取得。2019年9月末時点で23店舗を展開｡
2012年、タイ王国勲五等王冠褒賞を受賞。タイにネット事業とコールセンター､レストラン事業を展開し、雇用拡大と両国の交流に貢献した。その功績を讃えられ、タイ外務省の推薦を受けてワチラーロンコーン皇太子（現在は国王）より授与された。
2014年、中国の政府機関誌である人民日報日本月刊の理事就任。
2015年、大阪府議会議員選挙に、大阪市住吉区選挙区から無所属（自民党推薦）で立候補したが、落選した。
2015年8月、自由民主党大阪府連府政対策委員に就任。
2016年、自由民主党 志帥会(二階派)に入会し常任参与となる｡
2018年、小肥羊ジャパンの代表取締役を退任。
2019年、関西大学政策創造学部 客員教授に就任、「脱・格差社会」をテーマに講義。同年、株式会社キャピタルギャラリーにて投資事業開始。沖縄関連事業の投資に注力するほか火鍋チャンネルを開設。山本一郎、西原理恵子とともに、政治経済等各ジャンルの専門家をゲストに招き社会に関する様々な論点に対して情報発信するユーチューブチャンネルの運営をスタート。
2022年、関西大学政策創造学部 客員教授に再任。

## 人脈・交流関係
ウェブクルー社長時代に立ち上げたFX事業の会社の広告に、西原理恵子を起用しそれ以来親しく交流をする。以降、FX事業を閉鎖した後も、新しい企画を題材として漫画は継続し、現在は「ガイショク王編」となり連載は続いている。
同じく、内藤大助のトランクスに広告を出し、亀田大毅が内藤を持ち上げる反則を犯した際に一躍脚光を浴びた。内藤の引退後は、井岡一翔のスポンサーを行っている。
小肥羊は、中国のナショナルブランドであることもあり、一号店出店時より中国大使館と関係が深く歴代の中国大使と交流が深い。現在の中国の外務大臣である王毅は、一号店出店時の大使であった事から特に関係が深い。
大阪の阪急32番街の29階に大阪本店を出店することを契機に坂田利夫を神様役とするCMを阪神エリアに流し、自らも小肥羊社長役として出演。
大阪府出身の大関・豪栄道豪太郎（境川部屋）、十両力士の北太樹明義（山響部屋）に懸賞広告を出しスポンサーをしている。